# Pałac w Bratoszewicach
Pałac w Bratoszewicach – zabytkowy pałac we wsi Bratoszewice.
Pałac wybudowany dla Kazimierza Henryka Rzewuskiego herbu Krzywda w latach 1921-1922  według projektu Juliusza Nagórskiego z 1916. Prace wykończeniowe trwały do 1927.
Obiekt jest częścią zespołu pałacowego z pierwszej ćwierci XX w., w skład którego wchodzi jeszcze park.

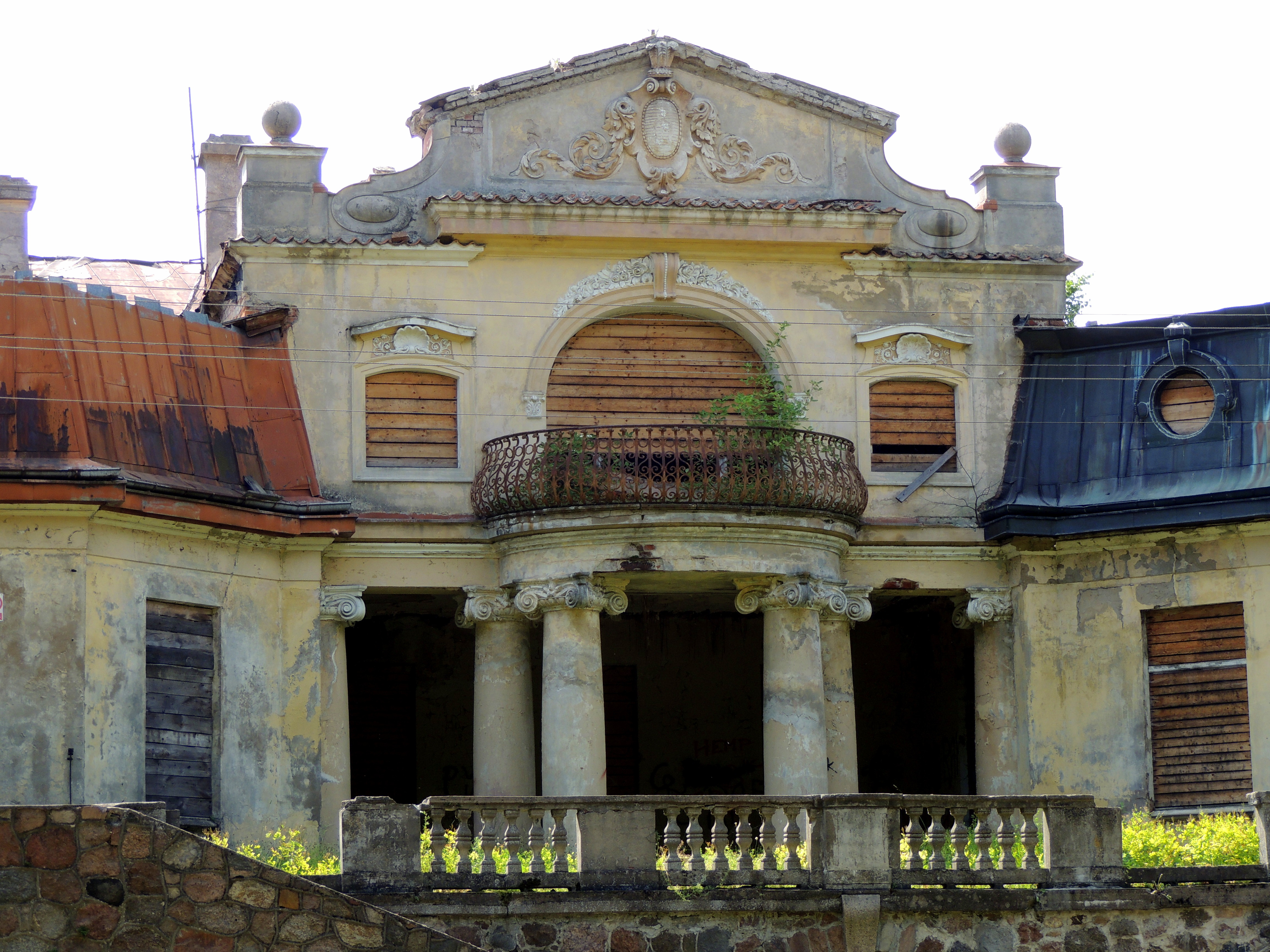
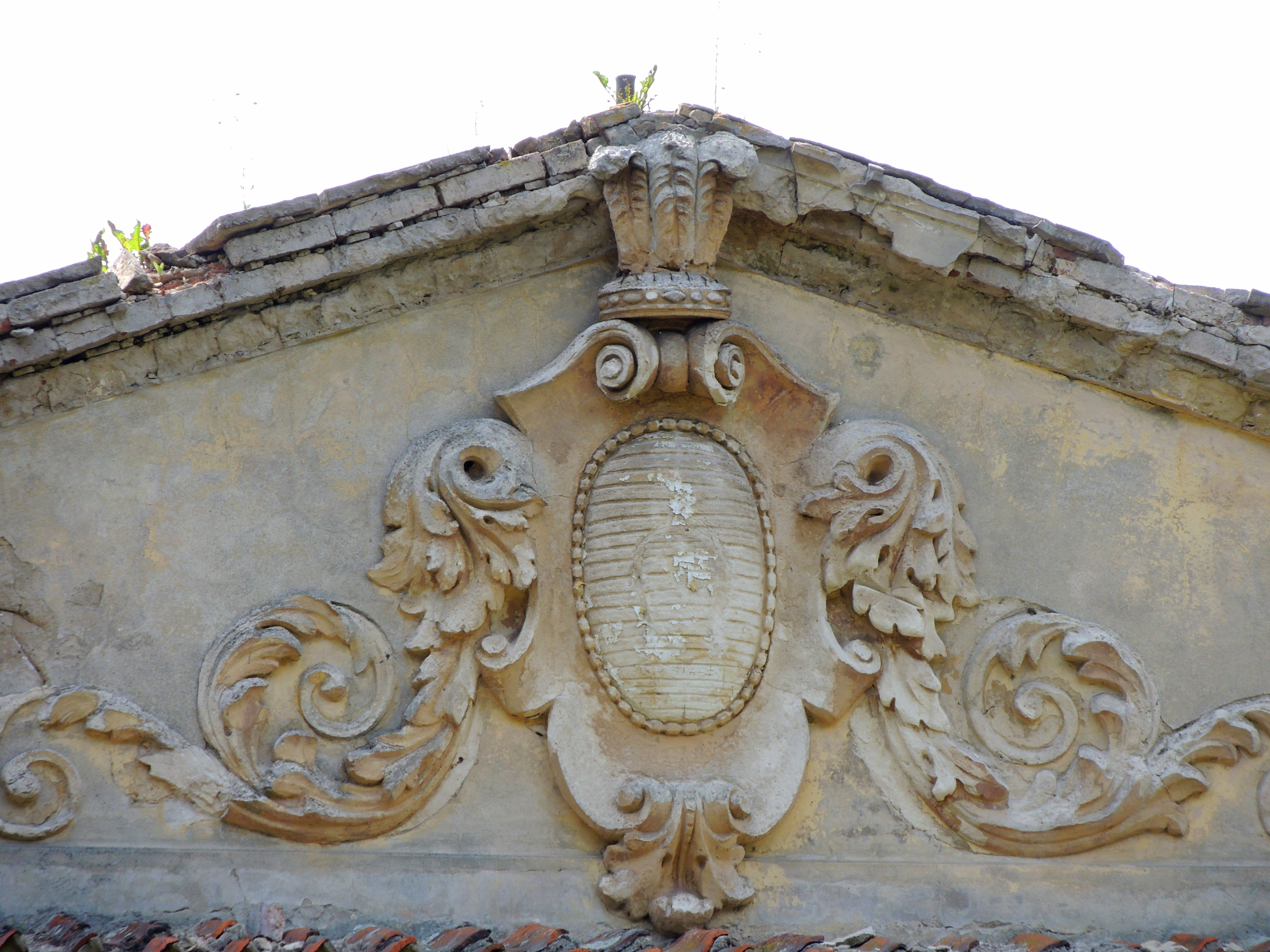
Fronton z herbem Krzywda
Rzewuscy herbu Krzywda